# Gerasdorf am Steinfeld
Gerasdorf am Steinfeld ist eine Ortschaft auf dem Gebiet der Katastralgemeinde Gerasdorf am Steinfelde der Gemeinde St. Egyden am Steinfeld im Bezirk Neunkirchen in Niederösterreich.

## Geografie
Das nördlich von Neunkirchen und östlich von Willendorf gelegene Dorf wird von der Puchberger Straße erschlossen. Über die L 4117 besteht eine lokale Verbindung nach Würflach. Der Ort wird vom Johannesbach durchflossen.

## Geschichte

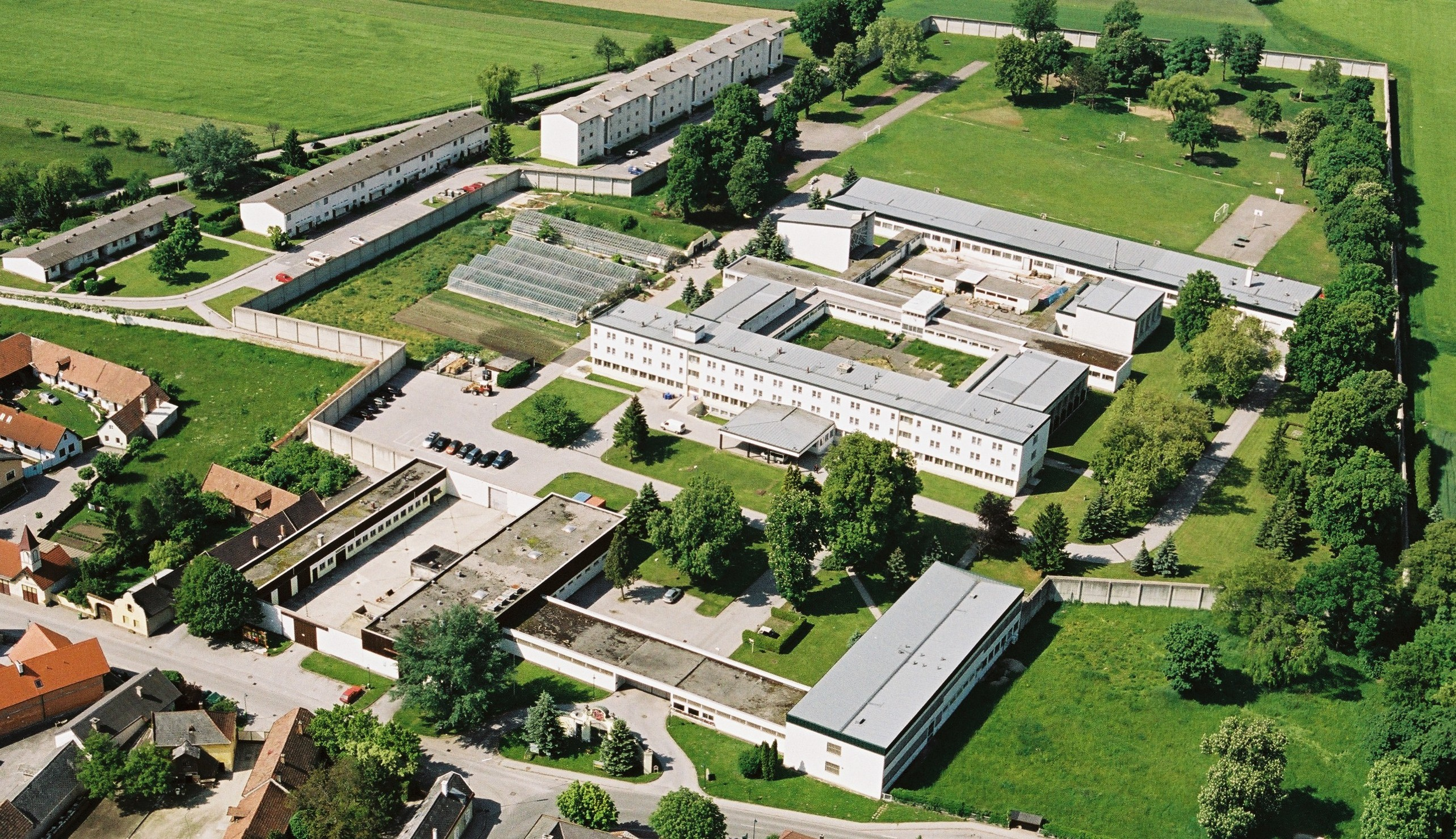
Ansicht der Justizanstalt Gerasdorf

Die Villa Geroldesdorf gehörte 1146 zu den Stiftungsgütern für die Gründung des Stiftes Seckau. Der landwirtschaftliche Großbesitz erhielt ein Wasserschloss als Ansitz besonders vieler, rasch wechselnder Besitzer. Darunter sind auch der Neurologe Ecconomo und die Schauspielerin Hilde Krahl gewesen. 1945 von den Rotarmisten als deutsches Eigentum besetzt und verwüstet, übernahm es die Republik Österreich und errichtete die modernste Strafanstalt Österreichs.
An kommunalen Errungenschaften hat Gerasdorf bis heute eine Freiwillige Feuerwehr.
1971 wurde die Gemeinde Gerasdorf zu St. Egyden am Steinfeld eingemeindet.

## Sehenswertes
- Liste der denkmalgeschützten Objekte in St. Egyden am Steinfeld